# صموئيل ألين
صموئيل ألين (بالإنجليزية: Samuel Allen)‏ هو سياسي أمريكي، ولد في 1635، وتوفي في 1705.